# Zieria actites
Zieria actites är en vinruteväxtart som beskrevs av Duretto & P.I.Forst.. Zieria actites ingår i släktet Zieria och familjen vinruteväxter. Inga underarter finns listade i Catalogue of Life.